# Hans Vandeweghe
Hans Vandeweghe (Gent, 2 januari 1958) is een Vlaams journalist.
Vandeweghe begon zijn loopbaan in 1978 bij de krant De Morgen tot 1991. Van 1991 tot 1993 was hij directeur communicatie van het Belgisch Olympisch en Interfederaal Comité. Vanaf 1993 tot 2004 was hij chef-redacteur van Sport International in Nederland. Daarnaast heeft hij jaren over de sportindustrie geschreven in de Financieel-Economische Tijd, Knack, Humo en was van 2004 tot mei 2009 chef sport voor De Morgen. Van 2009 tot 2011 was hij senior writer bij De Standaard en Het Nieuwsblad, nadien bleef hij daar columnist.
Op 1 september 2011 werd hij algemeen directeur van Wielerbond Vlaanderen. Daar werd hij op 19 februari 2014 op staande voet ontslagen na een column waarin hij lacherig deed over de Belgische snowboarders.
Sinds 1996 doceert hij het vak Geopolitiek van de Sport eerst aan VLEKHO en sinds 2006 aan de VUB en aan VIVES Brugge.
Zijn columns over de sport in het algemeen, de sportindustrie, de sportsociologie en doping verschenen tot eind april in De Standaard. Vanaf 1 mei 2014 keerde hij terug naar zijn oude werkgever De Morgen om ook daar columns te schrijven en met grote sportreportages het geopolitieke sportlandschap te coveren. Hij schreef samen met Alain Lunzenfichter van L'Équipe de geautoriseerde biografie van IOC-voorzitter Jacques Rogge, deze werd onder meer vertaald in het Chinees en Portugees. Hij schreef vijf boeken al of niet samen met anderen. Zijn geautoriseerde biografie van Pieter van den Hoogenband is nooit gepubliceerd nadat de atleet in 2008 zijn toestemming voor publicatie introk. Zijn laatste boek behandelt het dopingprobleem in het wielrennen maar ook in andere sporten. Wie gelooft die coureurs nog? verscheen op 16 maart 2013. Kort daarna verscheen ook een versie voor de Nederlandse markt: Wie gelooft die renners nog?.
In 2014 werd hij aangetrokken door voetbalclub KAA Gent als extern communicatieadviseur.